# انتخابات محلية جزائرية 2012

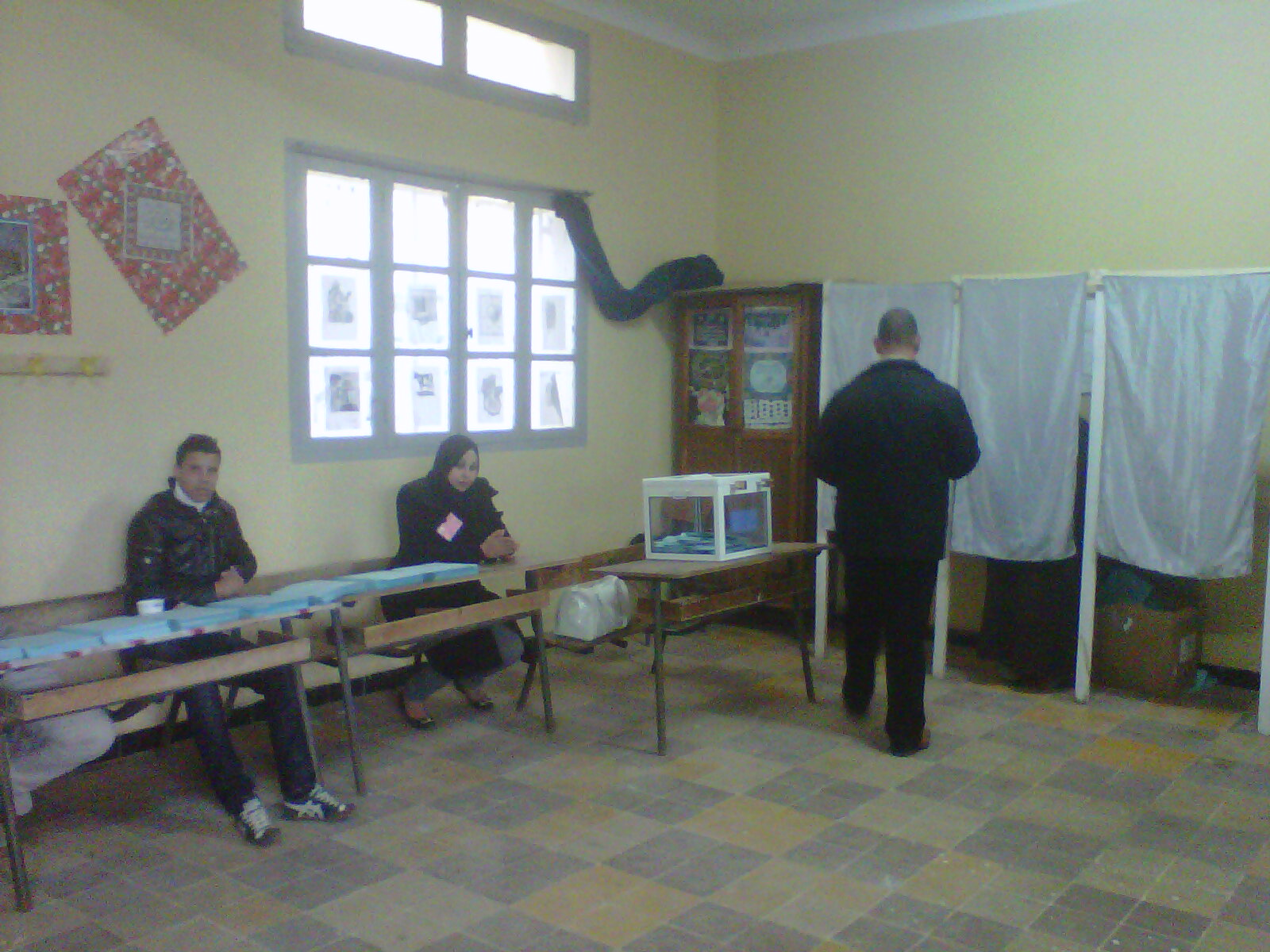
الإنتخابات المحلية ل 29 نوفمبر 2012 المحمدية معسكر الجزائر

هي انتخابات تقام في الجزائر كل 5 سنوات و تدعى انتخابات محلية جزائرية أو انتخابات المجالس المحلية البلدية و الولائية.

## تاريخ
في 29 نوفمبر 2012 جرت انتخابات المحليات في الجزائر والتي شملت التصويت على المجالس البلدية والولائية وينبثق عن هذه الانتخابات خصوصا رؤساء البلديات في الجزائر
ج
المنافسة ستدور حول 1541 مجلس بلدي و 48 مجلس ولائى و سيتوجهون إلى مراكز الاقتراع التي تضم 48 ألفا و546 مركزا انتخابيا في جميع أنحاء الجزائر

## نسبة المشاركة
|                     | المجالس الشعبية البلدية | المجالس الشعبية الولائية |
| عدد المسجلين        | 21.445.621              | 21.445.621               |
| عدد الناخبين        | 9.491.052               | 9.204.543                |
| عدد الأصوات البيضاء |                         |                          |
| عدد الأصوات         |                         |                          |
| نسبة المشاركة       | 44,26 %                 | 42,92 %                  |
| ------------------- | ----------------------- | ------------------------ |

## تصريحات الأحزاب بعد النتائج
صارخت جبهة القوى الاشتراكية و صرخت بقلقها الكبير من التزويى
حزب جبهة التحرير الوطني احتفل و رحب الثقة التي وضعها الشعب في مرشحيه و تقعو فوزهم في أكثر من 1000 بلدية
التجمع الوطني الديموقراطي مرتاح جدا من الغنتخابات الأخيرة التي أرجعت له ماء الوجه بعد التقهقر الأخير في التشريعيات
حركة مجتمع السلم 

## وصلة
قانون الانتخابات الجزائري